# Fenerivia ghesquiereana
Fenerivia ghesquiereana (Cavaco & Keraudren) R.M.K. Saunders – gatunek rośliny z rodziny flaszowcowatych (Annonaceae Juss.). Występuje naturalnie we wschodniej części Madagaskaru. 

## Morfologia
PokrójZimozielone drzewo dorastające do 15–20 m wysokości.
LiścieMają podłużny kształt. Mierzą 6,5–9,5 cm długości oraz 2,5–4,5 cm szerokości. Nasada liścia zbiega po ogonku. Blaszka liściowa jest o spiczastym wierzchołku. Ogonek liściowy jest nagi i dorasta do 6–8 mm długości.
KwiatySą pojedyncze, rozwijają się w kątach pędów. Działki kielicha mają podłużny kształt i dorastają do 6 mm długości. Płatki mają równowąsko lancetowaty kształt i osiągają do 30 mm długości. Kwiaty mają 34 owocolistki o podłużnym kształcie i długości 1 mm.
OwocePojedyncze mają podłużny kształt, zebrane po 8–12 w owoc zbiorowy. Są nagie, osadzone na szypułkach. Osiągają 15–18 mm długości i 8–10 mm szerokości.